# Scaphytopius cruzianus
Scaphytopius cruzianus är en insektsart som beskrevs av Metcalf 1967. Scaphytopius cruzianus ingår i släktet Scaphytopius och familjen dvärgstritar. Inga underarter finns listade i Catalogue of Life.